# Marblepsis
Marblepsis is een geslacht van vlinders van de familie spinneruilen (Erebidae), uit de onderfamilie Lymantriinae.

## Soorten
- M. costalis Swinhoe, 1906
- M. crocipes Boisduval, 1833
- M. chionoptera Collenette, 1936
- M. dolosa Hering, 1926
- M. ephala Collenette, 1956
- M. flabellaria (Fabricius, 1787)
- M. kakamega Collenette, 1937
- M. kenya Collenette, 1931
- M. lowa Collenette, 1937
- M. macrocera (Sharpe, 1890)
- M. mayotta (Collenette, 1931)
- M. melanocraspis (Hampson, 1905)
- M. micca Collenette, 1956
- M. mona Collenette, 1956
- M. niveola Hering, 1926

- M. nyses (Druce, 1887)
- M. ochrobasis Collenette, 1938
- M. pirgula Hering, 1926
- M. quadristrigata (Talbot, 1929)
- M. semna Collenette, 1959
- M. tiphia (Swinhoe, 1903)
- M. umbrata Griveaud, 1973
- M. xanthoma Collenette, 1931